# Dennis Moss
Dennis Carroll Moss, nacido el 13 de enero de 1954, es un político estadounidense. Es miembro de la Cámara de Representantes de Carolina del Sur por el Distrito 29 desde 2007. Moss pertenece al Partido Republicano y desempeña un papel activo en la política estatal.
Actualmente, ocupa el cargo de presidente del Comité de Invitaciones y Resoluciones Conmemorativas de la Cámara, lo que demuestra su influencia y dedicación a los asuntos legislativos. Con su amplia experiencia y compromiso con el servicio público, Moss continúa contribuyendo al panorama político de Carolina del Sur.

Información personal:
Dennis Carroll Moss es un político estadounidense que ha servido en la Cámara de Representantes desde 2007 hasta la actualidad. Anteriormente, se retiró de la Patrulla de Carreteras de Carolina del Sur. Moss asistió a Universidad Metodista de Spartanburg y a la Academia de Justicia Criminal de Carolina del Sur.  Además de su carrera política, Moss es miembro de diversas organizaciones, como Lions International, Sertoma International, Gaffney #186 Masonic Lodge, Cherokee Shrine Club, Hejaz Shrine Temple y NRA. También forma parte de la Junta de Desarrollo Económico del Condado de Cherokee, United Way of Piedmont, Buford St. Methodist Church como miembro laico en la Conferencia Anual, y es miembro de la Junta de directores de Cherokee County Habitat for Humanity y el Centro de Ciudadanos Mayores del Condado de Cherokee. Además, participa en el Sportsman Caucus y el Rural Caucus.